# 2024年パリパラリンピックのシリア選手団
2024年パリパラリンピックのシリア選手団は、2024年8月28日から9月8日までフランスのパリで開催された2024年パリパラリンピックシリア選手団の名簿。

## 選手団
- 人員: 選手 1人
- 開会式旗手: アラー・アブドゥルサラーム

## 種目別選手・スタッフ名簿及び成績

### 陸上
| 選手                       | 種目           | 結果     | 順位 |
| -------------------------- | -------------- | -------- | ---- |
| アラー・アブドゥルサラーム | 男子砲丸投 F53 | 8.18m PB | 5位  |